# Чемпионат Европы по лёгкой атлетике в помещении 1982 — тройной прыжок (мужчины)
Соревнования в тройном прыжке у мужчин на чемпионате Европы по лёгкой атлетике в помещении в Милане прошли 6 марта 1982 года во Дворце спорта «Сан-Сиро».
Действующим зимним чемпионом Европы в тройном прыжке являлся Шамиль Аббясов из СССР.

## Рекорды
До начала соревнований действующими были следующие рекорды в помещении.
| Высшее мировое достижение        | Уилли Бэнкс (США)           | 17,41 м | Сан-Диего, США    | 19 февраля 1982 |
| Рекорд Европы                    | Кит Коннор (Великобритания) | 17,31 м | Детройт, США      | 13 марта 1981   |
| Рекорд чемпионатов Европы        | Шамиль Аббясов (СССР)       | 17,30 м | Гренобль, Франция | 21 февраля 1981 |
| Лучший результат сезона в мире   | Уилли Бэнкс (США)           | 17,41 м | Сан-Диего, США    | 19 февраля 1982 |
| Лучший результат сезона в Европе | Николай Мусиенко (СССР)     | 17,16 м | Москва, СССР      | 20 февраля 1982 |

## Расписание
| Дата         | Раунд соревнований |
| ------------ | ------------------ |
| 6 марта 1982 | Финал              |

Время местное (UTC+2)

## Медалисты
| Золото              | Серебро                 | Бронза                |
| Бела Бакоши Венгрия | Геннадий Валюкевич СССР | Николай Мусиенко СССР |

## Результаты
Обозначения: WB — Высшее мировое достижение | ER — Рекорд Европы | CR — Рекорд чемпионатов Европы | NR — Национальный рекорд | WL — Лучший результат сезона в мире | EL — Лучший результат сезона в Европе | PB — Личный рекорд | SB — Лучший результат в сезоне | DNS — Не вышел в сектор | NM — Без результата | DQ — Дисквалифицирован

Основные соревнования в тройном прыжке у мужчин прошли 6 марта 1982 года. В сектор вышли 12 прыгунов. Венгр Бела Бакоши выиграл второе золото чемпионатов Европы в помещении (первое было в 1980 году). Победный результат, 17,13 м, стал новым рекордом Венгрии и вторым по дальности прыжком в истории чемпионата. Чемпион СССР и лидер европейского сезона Николай Мусиенко смог завоевать только бронзовую медаль.
| Место | Атлет              | Гражданство    | Результат | Примечания |
| ----- | ------------------ | -------------- | --------- | ---------- |
| 1     | Бела Бакоши        | Венгрия        | 17,13 м   | NR         |
| 2     | Геннадий Валюкевич | СССР           | 16,87 м   |            |
| 3     | Николай Мусиенко   | СССР           | 16,82 м   |            |
| 4     | Астон Мур          | Великобритания | 16,74 м   | PB         |
| 5     | Димитриос Михас    | Греция         | 16,52 м   | NR         |
| 6     | Янош Хегедиш       | Югославия      | 16,42 м   | PB         |
| 7     | Владимир Черников  | СССР           | 16,32 м   |            |
| 8     | Роберто Маццукато  | Италия         | 16,31 м   |            |
| 9     | Рамон Сид          | Испания        | 16,15 м   |            |
| 10    | Клаус Кюблер       | ФРГ            | 15,96 м   |            |
| 11    | Юхан Бринк         | Швеция         | 15,03 м   |            |
| 12    | Армин Хубер        | ФРГ            | 14,69 м   |            |